# Lei Clijsters
Leo Albert Jozef Clijsters, detto Lei (Opitter, 6 novembre 1956 – Gruitrode, 4 gennaio 2009), è stato un calciatore e allenatore di calcio belga, di ruolo difensore.

## Biografia
Padre della tennista Kim, è stato eletto calciatore dell'anno del campionato belga nel 1988.

### Calciatore

#### Club
Tra il 1974 e il 1993 giocò nel campionato belga. Tra i suoi massimi picchi, giocò nel Malines per 6 anni, dal 1986 al 1992 con cui vinse una Coppa delle Coppe nel 1988 ed una Supercoppa UEFA nel 1989, oltre a il campionato sempre nel 1989 e la Coppa del Belgio nel 1987.

#### Nazionale
Tra il 1983 e il 1991 disputò 40 partite con la maglia del Belgio, segnando tre reti. Disputò il campionato del mondo del 1986 e quello del 1990.

### Carriera da allenatore
Divenne allenatore nel 1993, prendendo le redini del Patro Eisden, squadra in cui aveva militato. Allenò poi il Gent, in prima divisione fra il 1994 e il 1997. Successivamente si accasò al Lommel S.K., club fallito nel 2003, per poi passare al Diest, al Malines in massima serie, di nuovo al Diest e poi al Tongeren tra il 2007 e il gennaio del 2008.

### Malattia e morte
Nel gennaio 2008, dovette ritirarsi dalla carriera di allenatore a causa di una grave malattia che l'aveva colpito. Dopo un'iniziale segretezza, un mese dopo si scoprì essere stato colpito da un melanoma e le cure non funzionarono. Morì quasi un anno dopo dall'annuncio della malattia, il 4 gennaio 2009, all'età di 52 anni.

## Palmarès

### Giocatore

#### Club

##### Competizioni nazionali
- Campionato belga: 1

Mechelen: 1988-1989
- Coppa del Belgio: 2

Mechelen: 1986-1987
Standard Liegi: 1992-1993

##### Competizioni internazionali
- Coppa delle Coppe: 1

Mechelen: 1987-1988
- Supercoppa UEFA: 1

Mechelen: 1988

#### Individuale
- Calciatore dell'anno del campionato belga: 1

1988